# 노아 빈
노아 빈(Noah Bean, 1978년 8월 20일 ~ )은 미국의 배우이다.

## 출연 작품

### 영화
- 더 리포트 (2019)
- 킹 리차드 (2021)

### 텔레비전
- 에드 (2000–01)
- 조안 오브 아카디아 (2003)
- 대미지 (2007–2012)
- 고스트 & 크라임 (2008)
- 립스틱 정글 (2008)
- 프라이빗 프랙티스 (2008)
- 프린지 (2009)
- 필라델피아는 언제나 맑음 (2009)
- 콜드 케이스 (2010)
- 니키타 (2010-13) - 라이언 플레처
- 원스 어폰 어 타임 (2012)
- 12 몽키즈 (2015-16)
- 엘리멘트리 (2016)
- 9-1-1 (2020-21)
- 베이비시터 클럽 (2021)
- 인베이션 (2021)